# 戰場
戰場，是在戰爭狀態，敵軍相遇或發生戰爭的地方。歷史回望，所有戰役都有一處地方作為戰場。經歷史學家考究，戰場可以分為主戰場及其他。戰場又可以分為前線、二線和大後方等。不過處身現場者，不可能假設戰場如拳擊擂台，有必然的劃定範圍。戰場無處不在，海、陸、天空致命危機四面八方，包括網路、信息戰、間諜戰、心理戰、公關戰、外交戰、游擊戰等。
在電腦遊戲中，「戰場」是一個戰爭遊戲的選項，它代表該版遊戲的背景，有一定的客觀環境、條件限制，不同的難度級數。

## 例子
- 美國南北戰爭的戰場在美國本土內
- 國共內戰在中國領土之上
- 星際大戰的戰場立體至太空

## 参看
- 戰地記者
- 戰區
- 敵人